# Mangifera indica
Манго (Mangifera indica) је дрво из породице Anacardiaceae  за које се верује да је пореклом из региона између северозападног Мјанмара, Бангладеша и североисточне Индије. Име, по коме је познато данас, изведено је из тамилског man-kay или man-gay, што су Португалци чули када су се населили у Западну Индију. Научни назив рода је комбинација тамилског man-gay и латинског глагола fero, ferre, tuli, latum = носити. Епитет врсте значи индијски.

## Опис врсте
Манго је велико зимзелено дрво, високо и до 30 m, са великом круном у облику кишобрана. Стамено дебло је широко до једног метра.
Листови су наизменични, прости, кожасти, дугуљастоланцетасти, закривљени према горе од средине и понекад с благо таласастим ивицама. Млади листови су црвене боје, старији испод њих - бљештаво тамнозелени, са жутим или белим ивицама; лисна дршка дужине 4,5 cm, у дну пругаста и задебљала.
Цвасти су дуге преко 16 cm, врло разгранате са много малих (4 mm) зеленкастобелих или ружичастих делимично мушких и делимично двополних цветова. Цвет је радијално симетричан, са 5 латица које се шире, 3–5 mm дуге, прошаране црвеном бојом, фино длакав и мирисан.
Неки плодови су јарко обојени црвено и жуто, а неки су зелени. Месо плода је сочно и слатко. Семе у маљавом ендокарпу, бубрежасто са танком пергаментастом семењачом, ексалбуминско, рекалцитрантно, дуго 6–7 cm. Клијање хипогеично.

## Порекло и распрострањеност
Земља порекла је индијски подконтинент, али је одатле пренесен у остале делове Азије. Семе манга брзо губи клијавост, па се манго дуго није могао интродуковати по западној хемисфери. Тек око 1700. године је успешно пренет у Бразил и на Карибе.

## Значај

### Традиционална медицина
Користи се у Ајурведи, као лек. У овом систему традиционалне медицине, различита својства се приписују различитим деловима стабла манга. Екстракти коре, лишћа, стабљике и незрелих плодова показали су антибиотска својства. Осушени цветови манга, који садрже 15% танина, служе за спречавање дијареје, код хроничне дизантерије и у лечењу хроничног уретритиса. Кора је коришћена против реуматизма и дифтерије. Познато је да манго продукује фенолне супстанце које могу изазвати контактни дерматитис.

### Дрво
Дрво се користи за производњу музичких инструмената, као што је укулеле. Прави се и јефтинији намештај, као и шперплоче.